# 長浜市立富永小学校
長浜市立富永小学校（ながはましりつ とみながしょうがっこう）は、滋賀県長浜市高月町井口にある公立小学校。
校区は江戸時代の儒学者、雨森芳洲の出身地で、史跡も数多い。

## 沿革
- 1874年 - 富永小学校・保身学校・雨森学校が開校。
- 1884年6月1日 - 3校が統合し、興道学校となる。この日を創立記念日とする。
- 1886年9月1日 - 富永尋常小学校と改称。
- 1896年9月1日 - 高等科を併設し、富永尋常高等小学校と改称。
- 1941年4月1日 - 北富永国民学校と改称。
- 1947年4月1日 - 北富永村立北富永小学校と改称。
- 1954年12月1日 - 伊香郡北富永村が同郡2村と合併、町制施行したのに伴い、高月町立富永小学校と改称。
- 2010年1月1日 - 高月町が長浜市に編入されたのに伴い、長浜市立富永小学校と改称。

## 通学区域
卒業生は基本的に長浜市立高月中学校へ進学する。

## 周辺
- 芳洲神社
- 雨森芳洲庵
- 高月井口郵便局
- 国道365号
- 高時川

## アクセス
- JR北陸本線 高月駅から北へ1.9km
- 高月町コミュニティバス「高月観音号」東回り線 井口にて下車